# Прямолінійний рух
Прямолін́ійний рух — механічний рух, при якому вектор переміщення ∆r не змінюється у напрямку і за величиною дорівнює довжині шляху, пройденого тілом.
{\displaystyle \left|\Delta {\vec {r}}\right|=s}
При прямолінійному русі матеріальної точки її траєкторія є прямою лінією.
Механічний рух — зміна взаємного розташування тіл або їх частин у просторі з плином часу.
Рівномірний рух — механічний рух, під час якого тіло за певні проміжки часу проходить однаковий шлях.
Матеріа́льна то́чка (частинка) — це фізична модель, яку використовують замість тіла, розмірами якого в умовах даної задачі можна знехтувати